# Malaysische Badmintonmeisterschaft 2018
Die Malaysische Badmintonmeisterschaft 2018 fand vom 26. Februar bis zum 3. März 2018 in Bukit Kiara statt. 

## Sieger und Platzierte
| Disziplin    | Gold                           | Silber                                | Bronze                           |
| ------------ | ------------------------------ | ------------------------------------- | -------------------------------- |
| Herreneinzel | Iskandar Zulkarnain Zainuddin  | Lee Zii Jia                           | Chong Wei Feng                   |
| Herreneinzel | Iskandar Zulkarnain Zainuddin  | Lee Zii Jia                           | Satheishtharan Ramachandran      |
| Dameneinzel  | Sonia Cheah Su Ya              | Kisona Selvaduray                     | Goh Jin Wei                      |
| Dameneinzel  | Sonia Cheah Su Ya              | Kisona Selvaduray                     | Lee Ying Ying                    |
| Herrendoppel | Goh V Shem Tan Wee Kiong       | Arif Abdul Latif Nur Mohd Azriyn Ayup | Chooi Kah Ming Low Juan Shen     |
| Herrendoppel | Goh V Shem Tan Wee Kiong       | Arif Abdul Latif Nur Mohd Azriyn Ayup | Ong Yew Sin Teo Ee Yi            |
| Damendoppel  | Goh Yea Ching Soong Fie Cho    | Chow Mei Kuan Yap Cheng Wen           | Vivian Hoo Kah Mun Teoh Mei Xing |
| Damendoppel  | Goh Yea Ching Soong Fie Cho    | Chow Mei Kuan Yap Cheng Wen           | Tee Jing Yi Yap Zhen             |
| Mixed        | Goh Soon Huat Shevon Jemie Lai | Tan Kian Meng Lai Pei Jing            | Chan Peng Soon Chow Mei Kuan     |
| Mixed        | Goh Soon Huat Shevon Jemie Lai | Tan Kian Meng Lai Pei Jing            | Hoo Pang Ron Peck Yen Wei        |